# 636. grenadirski polk (Wehrmacht)
636. grenadirski polk (izvirno nemško 636. Grenadier-Regiment; kratica 636. GR) je bil pehotni polk Heera v času druge svetovne vojne.

## Zgodovina
Polk je bil ustanovljen 14. januarja 1944, ko je bil preimenovan. 1. aprila istega leta je bil polk razpuščen.